# HD 111232
HD 111232 är en ensam stjärna belägen i den mellersta delen av stjärnbilden Flugan. Den har en skenbar magnitud av ca 7,61 och kräver åtminstone en stark handkikare eller ett mindre teleskop för att kunna observeras. Baserat på parallaxmätning inom Hipparcosuppdraget enligt på ca 34,1 mas, beräknas den befinna sig på ett avstånd på ca 96 ljusår (ca 29 parsek) från solen. Den rör sig bort från solen med en heliocentrisk radialhastighet på ca 104 km/s.

## Egenskaper
HD 111232 är en gul till vit stjärna i huvudserien av spektralklass G5 V. Den har en massa som är ca 0,8 solmassor, en radie som är ca 0,9 solradier och har ca 0,8 gånger solens utstrålning av energi från dess fotosfär vid en effektiv temperatur av ca 5 600 K.

## Planetsystem
En exoplanet, HD 111232 b, med en massa av >6,80 Jupitermassor kretsar kring stjärnan med en  omloppsperiod av 1 143 ± 14 dygn och en excentricitet av 0,20 ± 0,01.